# Всероссийский слёт системных администраторов
Всероссийский слёт системных администраторов — фестиваль под открытым небом, посвящённый празднованию Дня системного администратора. Проводится с 2006 года ежегодно в последнюю пятницу июля и последующие за ним выходные. Цель мероприятия — отдых и неформальное общение, в том числе и на профессиональные темы. Организаторами слёта является инициативная группа, а также компании Softline (до 2013 года) и Mail.ru (до 2010 года) .
Слёт собирает большое количество участников. Процесс его проведения неоднократно освещался в СМИ, проводились даже прямые включения с места событий.

## Место проведения
Слёт обычно проводился на большой лесной поляне, известной как «Поляна слётов», под Калугой, недалеко от реки Вырка и деревни Колюпаново, примерно в 190 км от Москвы и 10 км от Калуги. Точные координаты места проведения Слёта — 54° 25' 26" N, 36° 13' 06" E (N 54.423308°, E 36.218293°).
С 2010 года данная поляна перестала вмещать всех желающих и с тех пор слёты проводятся в произвольных местах Калужской области. С 2014 года организаторы приняли решение вернуться на Вырку. С 2016 года место проведения снова изменилось на оборудованную поляну на берегу реки Протва.
Начиная с 2018г Всероссийский слёт окончательно покинул полюбившуюся многим Калужскую область и переехал под Ярославль.

### Локальные фестивали
Те, кому не по душе идея ехать на общий слёт, устраивают локальные мероприятия. Места таких событий:
1. Поляна возле деревни Русский Вожой, под Ижевском, очень далеко от Москвы, но близко к Уралу. Точные координаты места проведения Слёта — N 56.951481°, E 53.389091°.
2. Чебоксары, территория базы отдыха «Буревестник». Сайт.
3. Орёл, район села Сеножать, на берегу р.Оптуха. Сайт.
4. Посёлок Дюрсо возле г. Новороссийска. Сайт.
5. Пенза, район посёлка Золотаревка, база отдыха «Кристалл», берег Сурского водохранилища. Сайт.

Но большинство администраторов будет присутствовать, конечно, на всероссийском слёте.

## Символика
Официальный логотип Слёта — стилизованный под дорожный запрещающий знак логотип, содержащий изображение перечеркнутого чайника. Он символизирует иронию системных администраторов по поводу неопытных пользователей (на сленге называемых «чайниками»), доставляющих системным администраторам немало хлопот в работе.

## Участники Слёта
Для участия в Слёте приглашаются системные администраторы и прочие IT-специалисты, также приветствуется участие их друзей и близких. Участие в Слёте бесплатное. Более того,  можно получить ещё и призы.
Участниками Слёта являются жители более чем 100 городов России, а также Украины, Белоруссии, Эстонии и Казахстана. Самый удалённый от места проведения город, из которого на Слёт прибыл участник — Хабаровск.

## Проведение Слёта
Слёт проводится в три дня — последние пятницу, субботу и воскресенье июля. В пятницу (на которую приходится День системного администратора) происходит заезд основного числа участников.
Официальное открытие Слёта происходит в субботу около 12-13 часов. В субботу проходят практически все элементы программы Слёта:
- конкурсы по метанию мышей и клавиатур на точность и дальность;
- соревнования по прокладке компьютерной сети на местности;
- спортивные соревнования (футбол, волейбол, бадминтон, дартс);
- квест на местности для команд участников;
- различные конкурсы от спонсоров Слёта[3];
- лотерея по номерам участников;
- конкурс на лучшее чучело ламера;
- большой «сисадминский» костер, в котором сжигают чучела ламеров из предыдущего конкурса;
- фейерверк продолжительностью около 10 минут[4][5]
- дискотека (качественная подборка + отличная озвучка).
- детская площадка и программа мероприятий и развлечений для детей всех возрастов (актуально для ДСА под г.Орел - начиная с 2016г стабильно учитывается наличие большого числа детей на мероприятии - выделена площадка с песочницей, батутом, бассейном, игрушками и проведение конкурсов, мастер-классов, развлекательных мероприятий для детей БЕСПЛАТНО!)

В воскресенье проводится закрытие Слёта и отъезд основного числа участников.

## Проживание и питание
Участники Слёта проживают в туристических палатках, привезённых с собой.
На Слёте организовано горячее питание, а также продажа широкого ассортимента продуктов питания.

## Связь на Слёте
Работает бесплатный доступ в Интернет по технологии Wi-Fi.
Доступны сети операторов сотовой связи стандарта GSM Билайн и МТС, а также МегаФон. Сотовые сети уже, конечно, за обычную плату. 

## Спонсоры
Организаторы Слёта привлекают к участию в нём спонсоров. В их числе выступают известные ИТ-компании, такие, как Microsoft(до 2014), Softline(до 2014), Mail.ru, Лаборатория Касперского и Symantec(до 2014).
Именно благодаря участию спонсоров удается устроить такой массовый праздник с разнообразными конкурсами, призами, дискотекой круглые сутки, бесплатным интернетом и дровами на всю толпу админов.

## Идея проведения Слёта
Весной 2006 года на форуме сообщества «Сисадмин тоже человек» появилась идея провести слёт сисадминов, приуроченный ко Дню системного администратора. Было предложено провести Слёт под Калугой, на Поляне слётов на берегу реки Вырка. При поддержке компании Softline Слёт был организован в кратчайшие сроки (около трёх недель) и собрал около 350 человек со всей России. Мероприятие широко освещалось в СМИ (в частности, вышел репортаж на канале НТВ).

## Хронология

### Слёт 2006
Время проведения: 28-30 июля 2006 года.
Место проведения: Поляна у д.Колюпаново, р.Вырка
Количество участников: по данным организаторов, около 350 человек из 30 городов России.

### Слёт 2007
Время проведения: 27-29 июля 2007 года.
Количество участников: около 1500 человек из более чем ста городов России и СНГ.

### Слёт 2008
Время проведения: 25-27 июля 2008 года.
Количество участников: около 2400 человек из 174 городов
На берегу реки Вырки собрались системные администраторы из Москвы, Санкт-Петербурга, Нижнего Новгорода, Казани, Самары, Екатеринбурга, Новосибирска, Хабаровска и многих других городов; кроме того, были гости из Белоруссии, Украины и Казахстана. Всем им пришлось ночевать в палатках и вкушать все прелести походно-туристического образа жизни.

### Слёт 2009
Время проведения: 31 июля — 2 августа 2009 года.
Количество участников: более 4000 человек (только по официальным данным — тех кто отметился у организаторов) из России и стран СНГ – Белоруссии, Украины, Казахстана, Молдавии. Согласно другим оценкам, число участников называется в пределах от трёх до пяти тысяч, что согласуется с данными организаторов.
Также на фестивале присутствовали более пятидесяти журналистов различных сетевых и оффлайновых СМИ: радио «Голос России», журналов «Системный администратор», BYTE/Россия и Computer Bild, интернет-ресурсов Хабрахабр, CIT Forum, Oszone.net, Bash.org.ru и др.
Организаторами выступали компании Softline и Mail.ru, в числе партнёров присутствовали Symantec, RU-CENTER, а также Доктор Веб, ESET и Radmin.

### Слёт 2010
Время проведения: 30 июля — 1 августа 2010 года.
Количество участников: более 6000 человек (только по официальным данным — тех кто отметился у организаторов) из России и стран СНГ: Белоруссии, Украины, Казахстана, Молдавии.
Организатором выступила компания Softline, а в числе партнёров присутствовали Лаборатория Касперского, Symantec и другие.
На слёте выступали молодые и малоизвестные музыкальные группы: PR-Mex, Запой, Ионов и Точка, Bez Not, Хутки Смоуж.

### Слёт 2011
Время проведения: 29 июля - 31 июля 2011 года.
В связи со сменой места проведения и перехода на коммерческую основу, произошло разделение участников, большая часть "ветеранов" самоорганизовались для продолжения проведения мероприятия на бесплатной основе в новом месте - на р.Оптуха около г.Орел
Место проведения: на Поляне рядом с Базой отдыха Лаврова-Песочня
Количество участников: более 4600 человек (по официальным данным организаторов)
Участники слёта прибыли из многих городов России – Москвы, Калуги, Санкт-Петербурга, Нижнего Новгорода, Таганрога, Воронежа, Тулы, Воркуты, – а также соседних государств
Программа мероприятия включала в себя традиционные конкурсы вроде метания клавиатур и мышей на дальность, поднятия импровизированной штанги из ЭЛТ-мониторов вместо блинов, сборка клавиатуры и системного блока на скорость. Но было много конкурсов и аттракционов, не связанных с IT-сферой – стрельба из лука и арбалеты, гонки на квадроциклах, бои в грязи, раскрашивание девушек, “конкурс красоты”, различные квесты и так далее.

### Слёт 2012
Время проведения: с 27 июля по 29 июля 2012 года.
Место проведения: База отдыха "Высокие берега", на берегу Оки
Количество участников: 8 000
В этом году Слёт ДСА праздновал своё семилетие. «Семь» — это знаковое число, поэтому организаторы в этом году готовили массу сюрпризов для участников. Главной темой Слёта были выбраны «Семь сисадминских чудес», которая прослеживалась во всем, начиная от внешнего вида поляны и заканчивая конкурсами и мероприятиями.В первую очередь, — это была обширная конференционная часть, которая поднимала все важные проблемы, тревожащие умы системных администраторов и волновавшие IT-сообщество на протяжении всего года. Во-вторых, всем участникам было предложено испытать свои силы в спортивных состязаниях, или проявить себя в одном из профессиональных конкурсов, многие из которых уже стали классикой, такие как метание компьютерных мышей на точность или поднятие штанги из мониторов. Особо отличившиеся администраторы традиционно не остались без призов и подарков от спонсоров и организаторов Мероприятия. Ну и, конечно же, никуда без традиционных вечерних концертов, на которых под громкие аплодисменты админов выступали уже давно полюбившиеся группы

### Слёт 2013
Время проведения: 25 июля — 28 июля 2013 года.
Место проведения: на Поляне рядом с Базой отдыха Лаврова-Песочня (рядом с местом проведения ДСА 2011).
Количество участников: Очень малое, так как неделю шли дожди, многие отказались ехать изначально, кто-то развернулся и уехал когда увидел, что поляна вспахана, кто-то уехал на следующее утро.
За несколько дней перед мероприятием местный тракторист вспахал поле трактором и после того как поле вспахали ходить по нему стало просто невозможно. На конкурсах разыгрывались резиновые сапоги. Это был самый экстремальный слёт, за всю их историю. На этом слёте выступала группа "Кукрыниксы"

### Слёт 2014
Время проведения: 25 июля — 27 июля 2014 года.
Место проведения 1: «Поляна слётов», под Калугой, недалеко от реки Вырка, как в 2006-2010 годах.
Место проведения 2: ЦОИТ «ВЫСОКИЕ БЕРЕГА», Калужская область, возле д. Кольцово и д. Воронино.
Количество участников 1: около 1500.
Количество участников 2:  около 600.
В связи с отказом компании Softline от привычного формата проведения слёта, инициативная группа решила провести Слёт за счет собственных средств и добровольных пожертвований участников и спонсоров. Программа мероприятий осталась традиционной: спортивные и сисадминские соревнования, рок-концерт, сисадминский костёр и дискотека.
Компанией Softline был предложен другой формат, получивший название IT CAMPUS - выездная конференция с платным участием, которая проходила в те же дни, с элементами традиционного слёта: проживание в палатках, сисадминский костёр.

### Слёт 2015
Время проведения: 31 июля — 2 августа 2015 года.
Место проведения: «Поляна слётов», под Калугой, недалеко от реки Вырка, как в 2006-2010,2014 годах.
Количество участников: около 2000
В этом году оргкомитет решил соблюсти канон и открыл слёт в 20 часов 15 минут и 10 секунд пятницы поднятием Флага слёта.Не успевшие к открытию в силу пятничной занятости смогли поучаствовать в церемонии поднятия над поляной флагов лагерей в полдень субботы.
На слёте была реализована крайне насыщенная программа профессиональных и развлекательных конкурсов, проведенных как силами команд спонсоров, так и командой организаторов—волонтерами. В порядке юбилейного обновления ряд традиционных конкурсов претерпел незначительные изменения: так, вместо традиционных мониторов силачи поднимали серверные системные блоки, а метание мышей на точность и клавиатур на дальность трансформировалось в «Энгри бёрдс in real life», но без рогатки.
Профессиональные конкурсы порадовали своей новизной. Задача анализа топологии сети управляемых коммутаторов на основе лишь внешнего вида патчкордов и индикации надолго задерживала конкурсантов у действующей коммутационной стойки, а конкурсы по тематике спонсорских продуктов вызывали ожесточенные (и аргументированные) дискуссии админов разных уровней как с ведущими, так и между собой.Ориентированные на сисадминскую тематику версии игры брейн-ринг и 128 к 1 привлекли десятки команд и были отнюдь не простыми—потребовались дополнительные туры для выявления победителей. 
Большое количество конкурсов проводилось силами самих участников слёта под вдохновением и обаянием чудесных представительниц лагеря волонтеров «Очень Приятного Лагеря». Тут и многолетний обмен приятностей на полезности, и конкурс на гибкость, и обмен магнитиками, и галерея фотографий прошлых слётов, и охота на вирусы, и танцевальный конкурс и много что еще. И, конечно же, конкурс мокрых маек и уже третий по счету конкурс “Краса ДСА”. 
Не остались без внимания и простые человеческие потребности админа—поесть и попить. Кроме конкурсов на ускоренное, или наоборот, вдумчивое потребление традиционных для админов жидкостей, был проведен и созидательный конкурс - “Поварешка слёта”, участники которого сумели в полевых условиях приготовить кулинарные шедевры в контексте ограниченных ресурсов и жесткого дедлайна. 
Команды спонсоров кроме конкурсов провели ряд открытых дискуссий, позволивших всем желающим в непосредственном общении с ведущими специалистами получить ответы на актуальные вопросы и получить прямые выходы на инженеров для дальнейшего сотрудничества. 
Обеспечение удобства и слаженности жизни на поляне взяли на себя добровольные помощники оргкомитета (волонтеры) и просто небездеятельные слётовцы. 
Даже всемирно известная компания-производитель операционных систем  специально под юбилей всероссийского ДСА перепрыгнула через номер релиза и выпустила  десятую (вместо девятой) версию своего продукта за два дня до начала слёта. И конечно всеми любимые Большой сисадминский костер,рок концерт и дискотека.

### Слёт 2016
Время проведения: 29 июля — 31 июля 2016 года.
Место проведения: на новом месте в Калужской области, на поляне T-PARK.
Количество зарегистрированных участников: 2500 (по данным оргкомитета)
В этом году слёт проходил на новой поляне, попасть на него было возможно только пройдя официальную регистрацию. Поляна порадовала своей гостеприимностью и удобствами - в распоряжении гостей были туалеты и горячий душ, поляну окружала река, все желающие с удовольствием пользовались пляжем.
На слёте была реализована крайне насыщенная программа профессиональных и развлекательных конкурсов, проведенных как силами команд спонсоров, так и командой организаторов - волонтерами.
И конечно всеми любимые Большой сисадминский костер,рок концерт и дискотека.
В этом году спонсорами выступали: Касперский, Ортикон групп, ТP-Link, ВВС, ITSOFT

### Слёт 2017
Время проведения: 28 июля — 30 июля 2017 года.
Место проведения: в Калужской области, на поляне T-PARK.
Количество зарегистрированных участников: около 3000 (по данным оргкомитета)
В этом году проходил тематический Слёт "админы в стране Чудес", попасть на него было возможно только пройдя официальную регистрацию. Поляна порадовала своей гостеприимностью и удобствами - в распоряжении гостей были туалеты и  душ, поляну окружала река, все желающие с удовольствием пользовались пляжем. Волшебную атмосферу создавали декорации
На слёте была реализована крайне насыщенная программа профессиональных, развлекательных и тематических конкурсов, проведенных как силами команд спонсоров, так и командой организаторов - волонтерами.
И конечно всеми любимые Большой сисадминский костер, фейерверк, рок концерт и дискотека.
В этом году спонсорами выступали: Касперский, ВВС, ITSOFT

### Слёт 2018
Время проведения: 27 июля — 29 июля 2018 года.
Место проведения: Ярославская область,  между населенными пунктами Прохоровское и Кузьминское.
Количество зарегистрированных участников: около 900 человек (по данным оргкомитета)
Организатор мероприятия МОО ССА ( Межрегиональная общественная организация "Союз системных администраторов")
В 2018 году слёт проходил по тематике FALLOUT, не безызвестной и любимой многими игры.

### Слёт 2019
Время проведения: 26 июля — 28 июля 2019 года.
Место проведения: Ярославская область, между населенными пунктами Прохоровское и Кузьминское.
Количество зарегистрированных участников: около 1000 человек (по данным оргкомитета)
Организатор мероприятия МОО ССА ( Межрегиональная общественная организация "Союз системных администраторов")
В 2019 году слёт проходил по тематике Пираты

### Слёт 2020
Время проведения: 31 июля — 2 августа 2020 года.
Место проведения: Ярославская область, между населенными пунктами Прохоровское и Кузьминское.
Организатор мероприятия МОО ССА ( Межрегиональная общественная организация "Союз системных администраторов")
В 2020 году слёт отменён из-за неблагоприятной эпидемиологической обстановки, связанной с распространением COVID-19

### Слёт 2021
Время проведения: 30 июля — 1 августа 2021 года.
Место проведения: Ярославская область, между населенными пунктами Прохоровское и Кузьминское.
Организатор мероприятия МОО ССА ( Межрегиональная общественная организация "Союз системных администраторов")
В 2021 году слёт проходил по тематике Стимпанк

### Слёт 2022
Время проведения: 29 июля — 31 июля 2022 года.
Место проведения: Ярославская область, между населенными пунктами Прохоровское и Кузьминское.
Организатор мероприятия МОО ССА ( Межрегиональная общественная организация "Союз системных администраторов")
В 2022 году слёт проходил по тематике Дикий Запад

## Регистрация на Слёт
Регистрация проводится на официальном сайте слёта http://itslet.su
Регистрация для участия в слёте не является платной или обязательной, однако предусмотрена возможность перевести деньги в качестве помощи на организацию слёта.